# Cettia major
L'usignolo maggiore (Cettia major) è una specie di uccello passeriforme della famiglia Cettiidae originaria dell'Asia meridionale.

## Distribuzione
Si trova sull'Himalaya e sulle montagne che circondano l'altopiano tibetano a est, distribuito in tutta la Cina centrale, nella zona himalayana, in Nepal e nell'India nord-orientale.
Sebbene la sua popolazione totale non sia stata stimata, si tratta di una specie lentamente in declino a causa della distruzione dell'habitat. Per questo motivo è considerata una specie poco preoccupante dalla IUCN.